# Неемия
Нееми́я (др.-евр. נחמיה‬; «утешение Бога»; «которого утешает Иегова»; Нехемия; Нехемья; Неэмия) — еврейский наместник Иудеи под властью Персии при царe Артаксерксе I (V век до н. э.). Соратник Ездры (Эзры) в борьбе за национально-религиозную консолидацию еврейского населения Иудеи после возвращения из вавилонского плена. Много трудился над восстановлением Иерусалима и Храма. Ему приписывается авторство библейской «Книги Неемии», эта же книга служит источником всех сведений о нём.
Сын Хахальи, Неемия был знатным вельможей (виночерпием) при дворе персидского царя Артаксеркса I в Сузах. По собственной просьбе был назначен наместником (пеха) провинции Иехуд (Иудея) и получил разрешение восстановить полуразрушенный Иерусалим. При нём Иудея, оставаясь под властью Ахеменидов, получила автономию.
В отличие от Ездры, полномочия которого были ограничены религиозными вопросами, Неемия имел статус правителя Иудеи. Персидский царь предоставил ему армию, с помощью которой у Неемии была возможность следить за исполнением законов.

## Восстановление стен Иерусалима

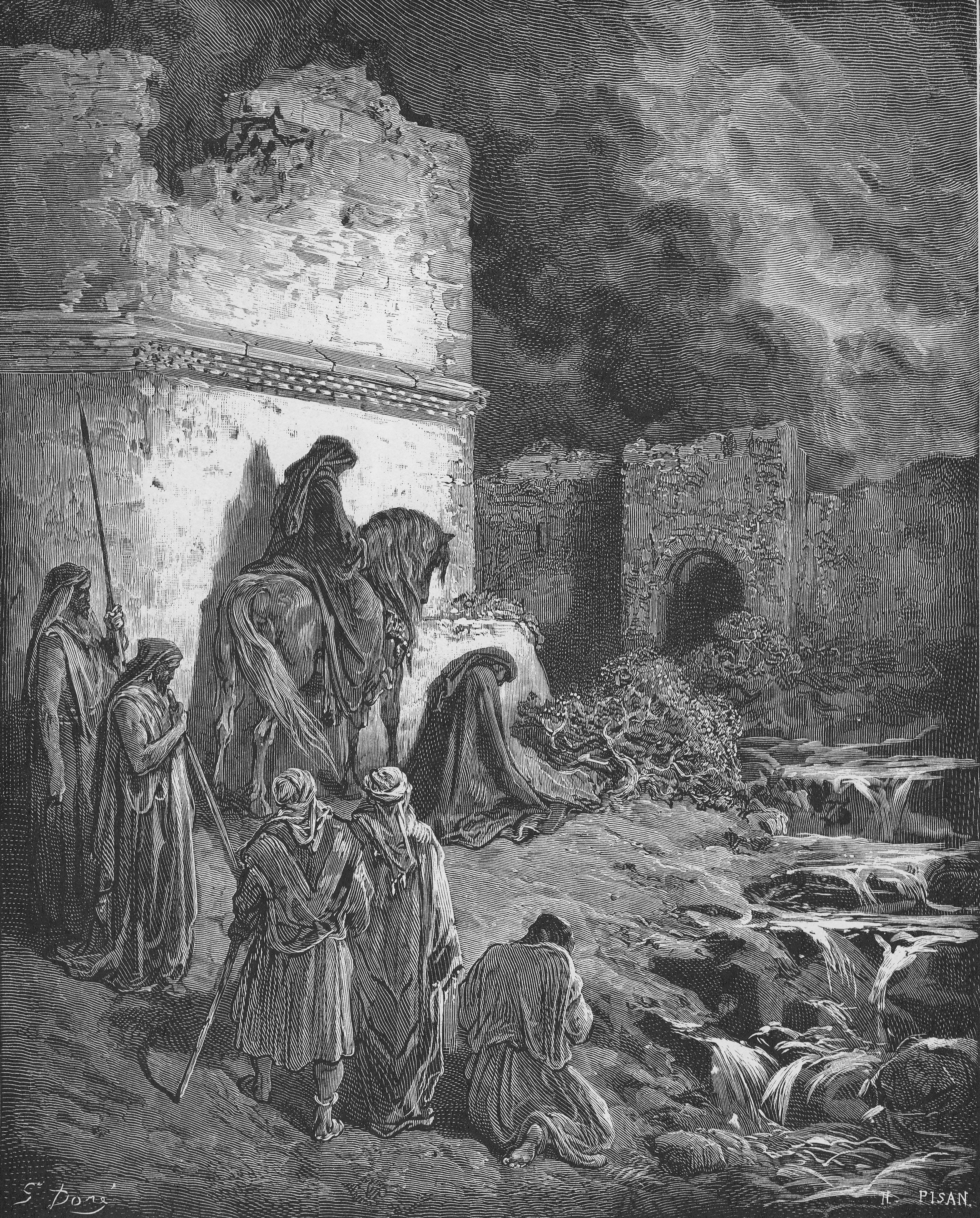
«Неемия с немногими людьми у стен Иерусалима»

По прибытии Неемия отправился в ночной обход по городу, для того, чтобы составить план восстановления и укрепления его стен. Сделать это требовалось в очень короткие сроки, так как многие народы, жившие в Иудее, были против этого замысла. По приказу Неемии почти все жители Иерусалима были вовлечены в работу. Одни строили стену, другие защищали строителей от нападений со стороны соседствующих народов, правители которых боялись, что укрепление Иерусалима пошатнёт их статус.
У строительства были и другие противники:
1. Самаритяне во главе с Санаваллатом, которые видели себя частью еврейского народа и иудейской веры, притеснялись с прибытием Неемии и не допускались к святыням Иерусалима. Неемия отрицал их принадлежность к еврейскому народу и считал их чужеземцами, которые прибыли в Иудею в процессе трансфера населения, во время Изгнания царства Израилева (722 год до н. э.)
2. Аристократия, которая боялась, что постройка стены ударит по их карману из-за того, что в город не будут допускаться чужеземные торговцы.

В результате тяжёлой работы стена была построена в 52 дня. Неемия значительно повысил статус Иерусалима, который стал главным городом Иудеи. Стена не только обеспечивала надёжную защиту от нападений, но также являлась защитой еврейского образа жизни в Иерусалиме, поскольку ворота города закрывались в субботу и препятствовали торговле с чужеземцами в его черте.